# Robert Lowe
Pour les articles homonymes, voir Lowe.
Robert Lowe (4 décembre 1811 - 27 juillet 1892), est un homme politique britannique, est un personnage central mais souvent oublié qui a façonné la politique britannique dans la seconde moitié du XIXe siècle. Il a exercé ses fonctions sous William Ewart Gladstone comme chancelier de l'Échiquier entre 1868 et 1873 et comme ministre de l'Intérieur entre 1873 et 1874. On se souvient de Lowe pour son travail dans la politique éducative, son opposition à la réforme électorale et sa contribution au droit britannique moderne des sociétés.

## Jeunesse
Lowe est né à Bingham, Nottinghamshire, Angleterre, le deuxième fils du révérend Robert Lowe (recteur de Bingham) et d'Ellen, la fille du révérend Reginald Pyndar. Lowe souffre d'albinisme et sa vue est si faible qu'au début, on pensait qu'il n'était pas apte à être envoyé à l'école .
En 1822, il est allé à une école à Southwell, puis à une à Risley, et en 1825 à Winchester en tant que roturier. Dans le fragment d'autobiographie de Lowe, il dévoile une image désagréable de la sous-alimentation et d'autres conditions de la vie scolaire de l'époque. Les langues du latin et du grec sont les principaux sujets d'étude où il était à l'aise. Lowe fréquente ensuite l'University College d'Oxford et apprécie le changement; en tant qu'élève de Benjamin Jowett, il obtient un diplôme de première classe en Literae Humaniores et une deuxième classe en mathématiques, en plus de jouer un rôle de premier plan dans les débats de l'Union. En 1835, il obtient une bourse à Madeleine, mais la quitte en épousant, le 26 mars 1836, Georgiana Orred (décédée en 1884). Lowe est pendant quelques années un tuteur à Oxford, mais en 1838 est déçu de ne pas avoir été élu à la chaire de grec à l'Université de Glasgow.

## Australie
En 1841, Lowe déménage à Londres pour étudier en vue du Barreau, mais sa vue montre des signes de faiblesse grave et, sur avis médical, il part pour Sydney dans la colonie de la Nouvelle-Galles du Sud, où il se met à travailler dans les palais de justice. Le 7 novembre 1843, il est nommé par George Gipps, Gouverneur de Nouvelle-Galles du Sud, à un siège au Conseil législatif de la Nouvelle-Galles du Sud en remplacement de Robert Jones, qui a dû démissionner du Conseil pour insolvabilité. En raison d'une divergence d'opinion avec Gipps, Lowe démissionne du Conseil le 9 septembre 1844 mais est élu en avril 1845 pour les comtés de St Vincent et Auckland. Lowe occupe ce siège jusqu'au 20 juin 1848 et est élu pour la ville de Sydney en juillet 1848, un siège qu'il occupe jusqu'en novembre 1849. Lowe fait rapidement sa marque dans le monde politique par ses discours intelligents, en particulier sur la finance et l'éducation; et en plus d'obtenir une grande pratique juridique, il participe à la fondation et est l'un des principaux rédacteurs du journal Atlas.
En 1844, Lowe défend un capitaine de la Royal Navy, John Knatchbull, accusé du meurtre d'une commerçante veuve nommée Ellen Jamieson. Il est l'un des premiers à soulever devant un tribunal britannique le plaidoyer de folie morale (sans succès). Knatchbull est pendu le 13 février 1844. Lowe et sa femme ont adopté Les deux enfants orphelins de Jamieson, Bobby et Polly Jamieson.
Le 27 janvier 1850, les Lowes et les deux enfants Jamieson s'embarquent pour l'Angleterre.

## Politique britannique

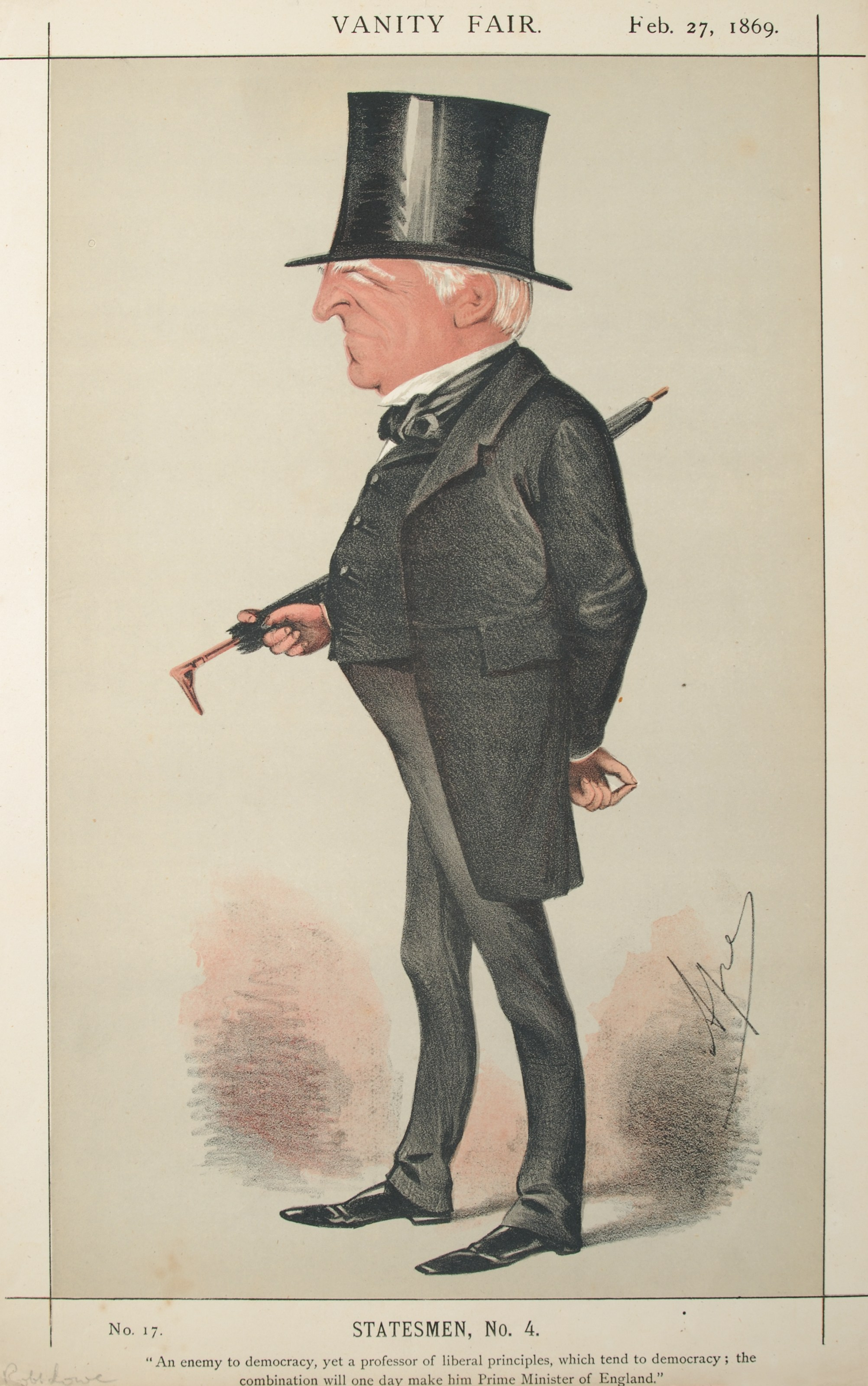
Robert Lowe, Vanity Fair, 1869

### Les premières années
La réputation et les relations antérieures de Lowe à l'université, combinées à son expérience coloniale, lui sont très utiles; Le Times est heureux de l'employer et il y fait largement sentir son influence. En 1852, il est élu au Parlement pour Kidderminster sous l'étiquette libérale. À la Chambre des communes, son raisonnement aigu fait une impression considérable et, sous les ministères libéraux successifs (1853–1858), il acquiert une expérience gouvernementale en tant que secrétaire de la commission de contrôle et vice-président de la chambre de commerce. Il participe à l'élaboration du Joint Stock Companies Act 1856, la première codification nationale du droit des sociétés dans le monde. Il est désigné comme "le père du droit moderne des sociétés". En 1859, Lowe occupe un poste au Bureau de l'éducation en tant que vice-président du Comité du Conseil de l'éducation du ministère de Lord Palmerston et poursuit une politique vigoureuse, insistant sur le paiement par les résultats, et en introduisant le code révisé (1862), qui incarne ce principe. Il sent alors, et plus encore après le Reform Act de 1867, que "nous devons éduquer nos maîtres", et il scandalise plutôt ses vieux amis d'université par l'intérêt qu'il porte aux sciences physiques par opposition aux études classiques. Le nouveau régime au Bureau de l'éducation suscite une grande opposition et, en 1864, Lowe est poussé à démissionner par un vote défavorable au Parlement concernant la manière dont les rapports des inspecteurs sont "édités". Cela vient aussi des forte opposition contre l'administration de Ralph Lingen (1er baron Lingen) au Bureau de l'éducation.

### Réforme
Lord Palmerston est un opposant de taille à l'élargissement de la participation démocratique et sa mort en octobre 1865 ouvre la voie au ministère Russell - Gladstone, qui introduit le Reform Bill de 1866. Lowe poursuit les vues de son ancien premier ministre, dans le cadre de l'école libérale de Canning et Peel. De plus, il a été fortement choqué par son expérience du mouvement syndical relativement développé à l'époque en Australie dans un système de classe moins rigide. Il a déjà fait connaître ses objections à l'avancée de la «démocratie», notamment dans son discours de 1865 sur le Borough Franchise Bill de Sir Edward Baines. Il n'est pas invité à rejoindre le nouveau ministère. Lowe se retire dans ce que Bright a appelé la « grotte d'Adullam », et avec d'autres libéraux et pairs whig (connus collectivement sous le nom de « Adullamites »), il s'oppose au projet de loi dans une série de discours brillants et contribue à la chute du gouvernement.
Cependant, Benjamin Disraeli, qui dirige le gouvernement conservateur suivant, propose son propre projet de loi réformiste qui, en scindant les partis, réussit à devenir le Reform Act de 1867. Comme il l'a dit lors de la troisième lecture du projet de loi, Lowe pense que tout pas vers la démocratie est mauvais parce qu'il engendre "un droit existant chez l'individu par opposition à l'opportunisme général ... les chiffres contre la richesse et l'intellect".
Étant un homme de droit des sociétés, Robert Lowe considère les syndicats comme une menace pour l'ordre qui, selon sa rédaction, ne permet que la participation sociale par l'investissement de capitaux, pas l'investissement de main-d'œuvre.

### Ministère de Gladstone

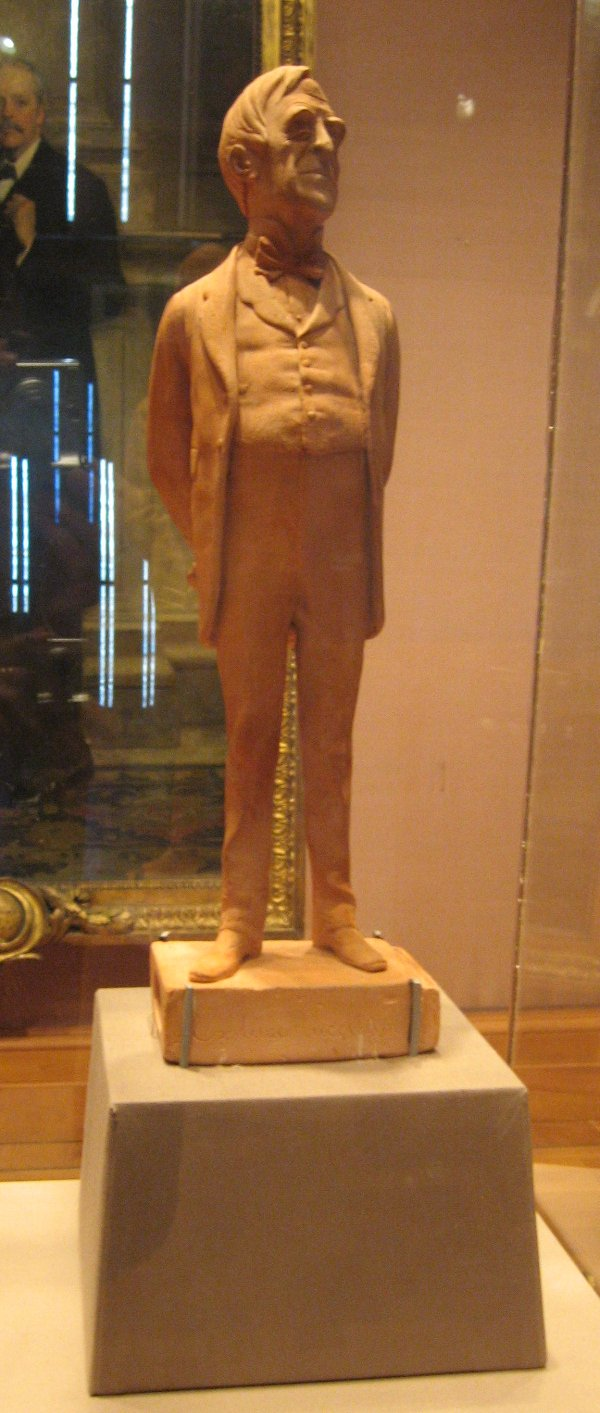
Une statuette en terre cuite datée 1873 du caricaturiste Carlo Pellegrini de Lowe debout sur une boîte d'allumettes portant l'inscription 'Ex luce lucellum'

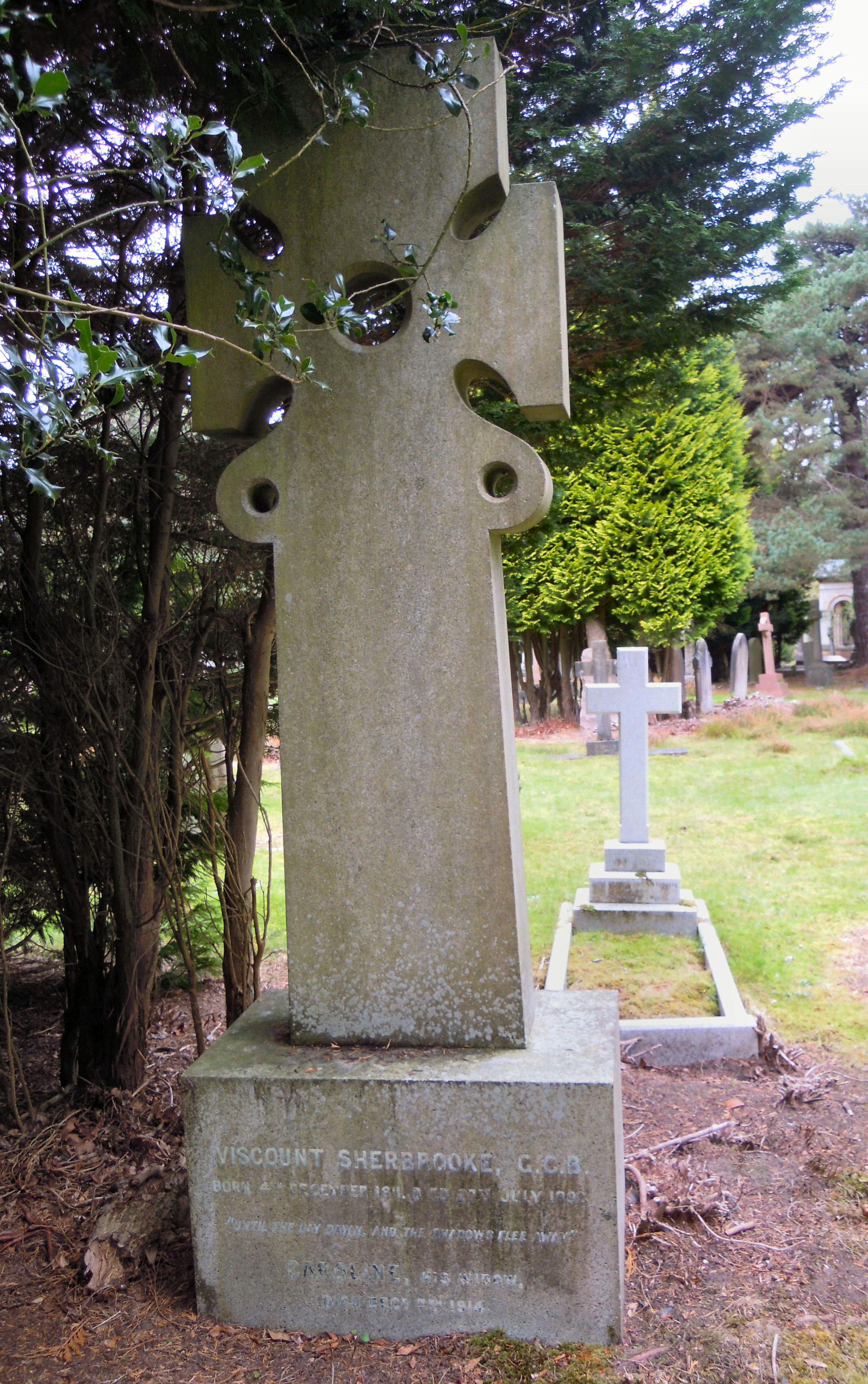
Tombe de Lowe au cimetière de Brookwood

Malgré le fait que ses appels n'aient pas empêché l'adoption de la deuxième réforme, Robert Lowe bat Walter Bagehot lors des élections suivantes pour devenir le premier membre du Parlement (MP) de l'Université de Londres, une nouvelle circonscription créée par la loi à laquelle il s'est opposé. En 1868, il accepte le poste de chancelier de l'Échiquier au Cabinet Gladstone, un poste qu'il décrit dans les termes suivants à la Chambre des communes le 11 avril 1870: «Le chancelier de l'Échiquier est un homme dont les fonctions le rendent plus ou moins une machine à taxer. Il lui est confié une certaine misère qu'il est de son devoir de distribuer le plus équitablement possible." 
Lowe est un économiste plutôt dépouillé, qui se targue que pendant ses quatre années de service, il a baissé les impôts de douze millions de Livres; mais plus tard, l'opinion n'a guère accepté sa suppression du droit d'enregistrement du shilling sur le maïs (1869) comme une bonne politique, et ses échecs sont plus connus que ses succès. Son impôt proposé d'un demi-sou par boîte sur les matches de Lucifer en 1871 (pour lequel il a suggéré l'épigramme ex luce lucellum, "à la lumière d'un petit profit") a suscité une tempête d'opposition et a dû être abandonné. En 1873, il est transféré au ministère de l'Intérieur, mais en 1874, le gouvernement démissionne.

## Fin de carrière
Lowe se prononce contre le Royal Titles Act 1876 à East Retford et laisse entendre que la reine Victoria est responsable de l'introduction du projet de loi. En conséquence, lorsque les libéraux reviennent au pouvoir en 1880, Victoria indique clairement qu'elle n'accepterait aucun ministère incluant Lowe. Néanmoins, il est élevé à la pairie en tant que vicomte Sherbrooke, de Sherbrooke dans le comté de Surrey contre la volonté expresse de la reine Victoria, mais avec le soutien de William Gladstone (une pairie qui s'éteindrait à sa mort). En 1885, il est créé Chevalier Grand-Croix de l'Ordre du Bain. Mais de 1875 jusqu'à sa mort à Warlingham, dans le Surrey, sa santé se détériore constamment et, peu à peu, il participe de moins en moins à la vie publique et finit par devenir un partisan du Parti libéral unioniste en 1886.
À sa mort, il a été enterré au cimetière de Brookwood.